# Ernest Thiel
Ernest Jacques Thiel, född Ernst Jacob Thiel den 18 augusti 1859 i Norrköping, död 6 januari 1947 i Djursholm, var en svensk bankir, industriman och konstsamlare. Vid tiden omkring sekelskiftet 1900 var han en av Sveriges rikaste personer. Hans namn lever kvar i konstmuseet Thielska galleriet, tidigare privatbostaden Villa Eolskulle.

## Biografi

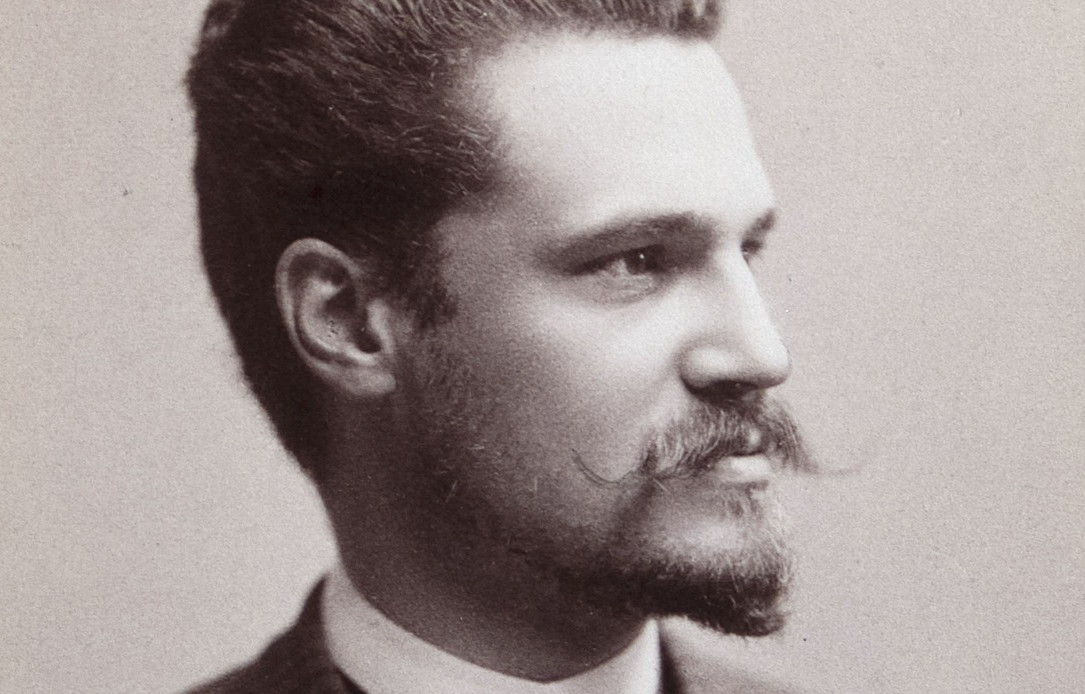
Thiel i 30-årsåldern, fotograferad av Gösta Florman.

Thiel skickades 1874, vid 15 års ålder, till Hamburg för praktiktjänstgöring på den välrenommerade Norddeutsche Bank. Vid återkomsten 1877 anställdes han vid Stockholms Enskilda Bank, där han senare skulle bli nära vän med grundarens äldste son K.A. Wallenberg. År 1881 gick han över till den nyligen grundade bankirfirman Louis Fraenckel & Co, en av de ledande inom den svenska obligationsmarknaden, där han fick en årslön på 4 000 kronor.
Redan 1884 utsågs han till chef för Härnösandsbankens filialkontor i Stockholm, där hans goda insatser ledde fram till en årslön på 15 000 kronor och därtill en tiondel av bankens vinst. Thiels första stora finansoperation gjordes i december 1885 i samband med konverteringen av ett svenskt statslån på 72 miljoner kronor. Med hjälp av sina tyska bankkontakter lyckades han konkurrera ut såväl Skandinaviska Kredit AB som sin före detta arbetsgivare Fraenckel. Affären gav inte bara betydande prestige utan även en personlig provision på 250 000 kronor, ett för tiden enormt belopp.
Förorten Saltsjöbaden tillkom på 1890-talet på initiativ av två personer, K.A. Wallenberg och Thiel, vars idé var att skapa en exklusiv villa- och badort vid Östersjökusten nära Stockholm. Thiel var efter Wallenberg näst största aktieägare i det bolag, som stod bakom projektet (Järnvägsaktiebolaget Stockholm-Saltsjön), och han var även en bland de första som tillsammans med sin bror Arthur Thiel lät bygga sitt sommarnöje här ute (se Villa Bikupan och Ackevillan). 
När Stockholms Enskilda Bank vid slutet av 1880-talet gav sig in på utlandsmarknaden tackade Thiel ja till ett förslag om samarbete från K. A. Wallenberg, som 1886 hade tillträtt som chef för familjebanken, lockad av de stora vinsterna på emissionsmarknaden. Detta blev inledningen till ett närmare tjugo år långt kompanjonskap. K. A. Wallenbergs begåvning och vinningslystnad låg i paritet med Thiels samtidigt som han stöttades av en bank, som var finansiellt långt starkare än Härnösandsbanken.
Flera av de två kompanjonernas vinstgivande obligationsaffärer kom att kritiseras i pressen. Vid ett tillfälle, 1889 års operalån, hade andra banker – av Thiel och Wallenberg – erbjudits att delta i obligationskonverteringen, men på villkor att de betalade en inträdesavgift. Pålagan motiverades med att ett tyskt bankkonsortium hade option på affären och krävde ersättning för att avstå från denna. Det visade sig senare att något optionsavtal inte existerade. De oetiska uppläggen kom att skada inte endast de två bankmännens anseende utan även de banker, vilka de representerade. Marcus Wallenberg har i senare minnesanteckningar kritiserat sin äldre bror för dennes deltagande i otillbörliga affärer och betecknar häri Thiel som ”Knuts onda genius”.
Thiel hade en mycket stor samling konst i sitt och hustrun Signe Marias privatpalats, Villa Eolskulle, som de hade låtit uppföra 1905–1907 på Blockhusudden på Djurgården efter ritningar av arkitekten Ferdinand Boberg. Han hade öga för konst och samlade verk av konstnärer som Bruno Liljefors, Carl Larsson, Anders Zorn och Edvard Munch.
Deflationskrisen 1920–1922 var en av de faktorer, som medförde att Thiels aktieportfölj, bestående av stora poster i gruvor samt järn- och metallverk, snabbt tappade i värde och hans finansiella tillgångar kom att förintas. Han tvingades svårt skuldtyngd till att 1924 även sälja bostaden med tillhörande konstsamling till staten, som ombildade fastigheten Villa Eolskulle och dess konst och inventarier till museum under namnet Thielska galleriet. Det statliga förvärvet, som genomfördes under regeringen Branting III gav Thiel 1,5 miljoner kronor. Det var ett belopp, som gav ett visst överskott, vilket han investerade i ett antal hyresfastigheter i Stockholm, men de goda åren var till ända.
Thiel lät även sitt porträtt målas av Eugene Jansson (1902), Edvard Munch (1907), och Carl Larsson (1915), samt fotograferas av Henry B. Goodwin (1918).
Thiel gjorde sig också känd som översättare av Nietzsche, och skrev sina memoarer, Vara eller synas vara: minnen och anteckningar avslutade 1946, som Tage Thiel utgav 1969. En andra utgåva kom 1990 med ett förord av Ulf Linde. Några av Thiels dikter har blivit tonsatta av Hugo Alfvén.
Thiel var vid början av 1900-talet, med beaktande av likvid förmögenhet, Sveriges rikaste person. Vid hans bortgång 1947, uppgick den totala förmögenheten dock endast till 4 245 kronor.

## Familj

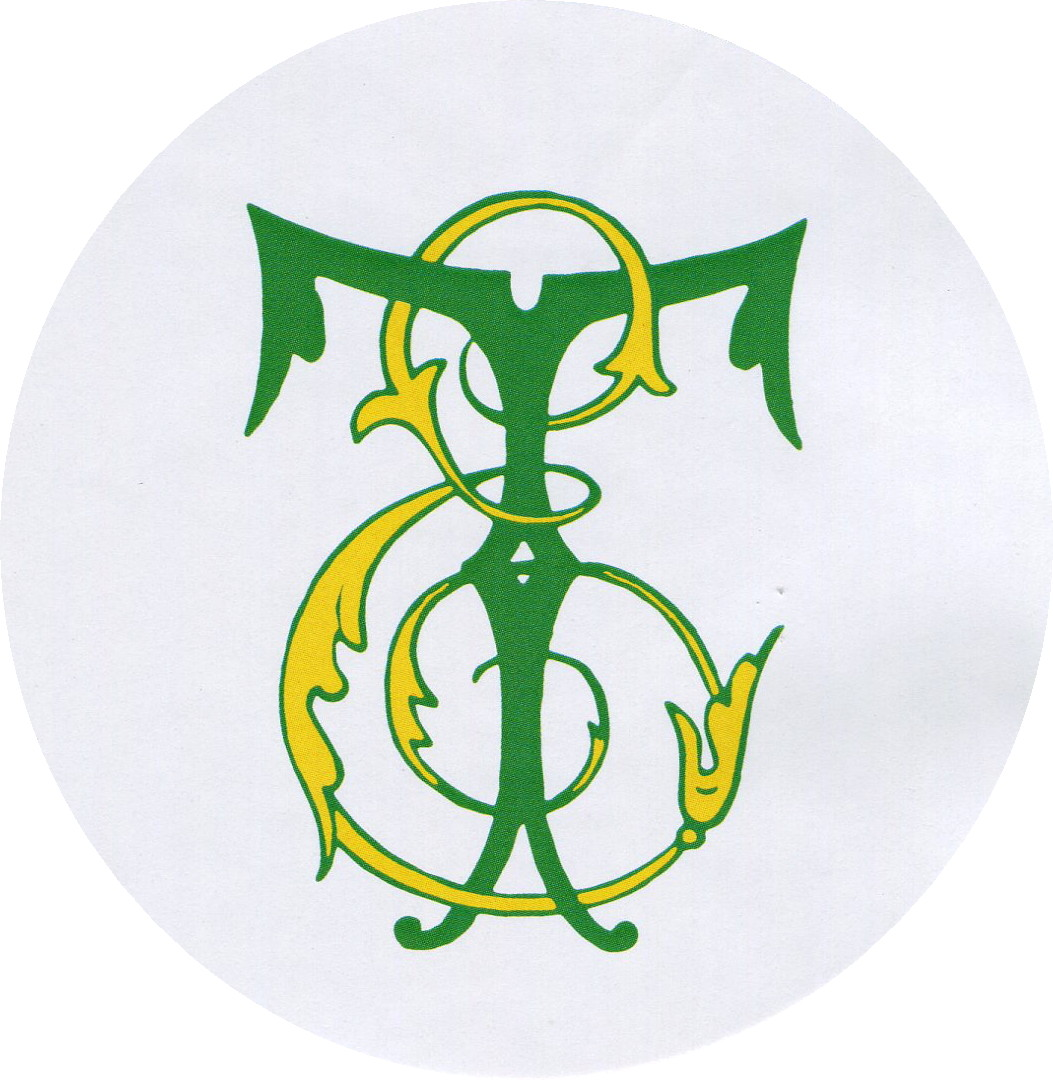
Thiels monogram.

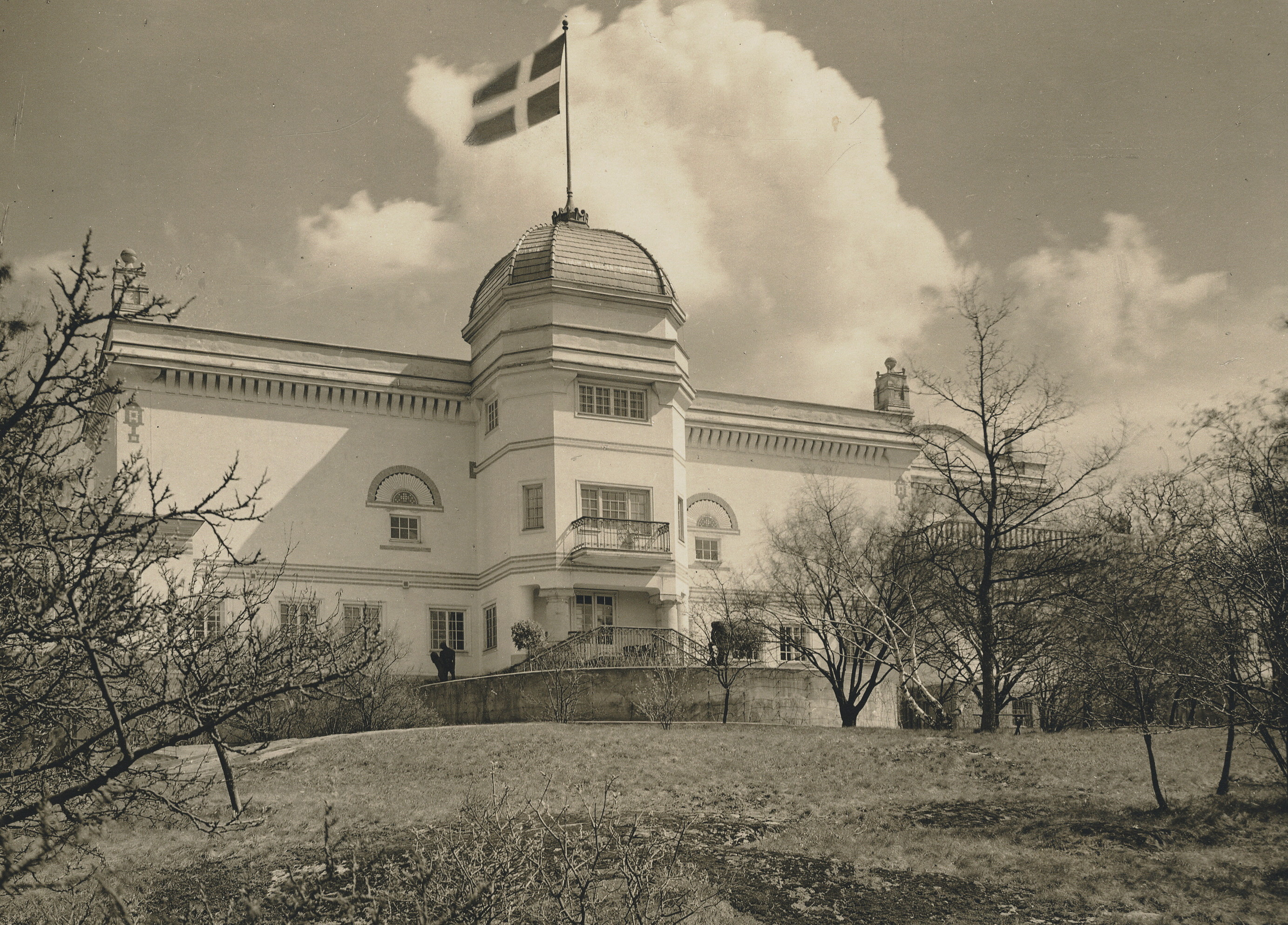
Thielska galleriet ursprungligen Villa Eolskulle på Djurgården stod färdig 1907.

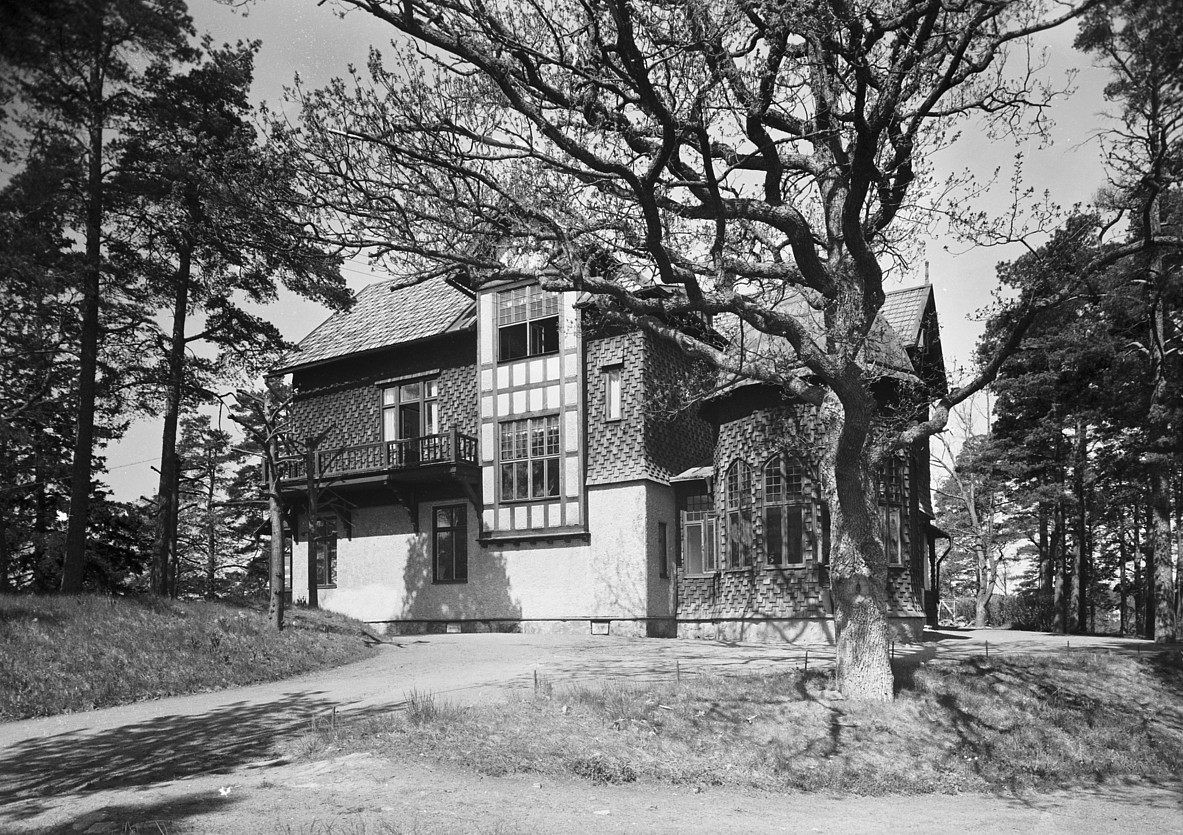
Villa Bikupan i Saltsjöbaden var familjen Thiels sommarvilla mellan 1882 och 1897.

Thiel var son till maskiningenjören Jean-Jacques Thiel, som härstammade från den belgiska gränsstaden Eupen och tillhörde en franskspråkig vallonsk släkt. Denne hade besökt Norrköping 1857 i samband med en maskinleverans och där träffat den unga judinnan Fanny Stiebel som han gifte sig med.
Thiels första hustru, Anna Josephson, kom från en av landets äldsta och mest ansedda judiska släkter Josephson. Hon var dotter till grosshandlaren Wilhelm Josephson och hans hustru Emily. Thiel blev genom detta äktenskap svåger med Karl Otto Bonnier. I äktenskapet, som ingicks 1884 och upplöstes med skilsmässa 1897, föddes Signe (1885), Ragnar (1887), Carin (1889), Olof (1892) samt Margit (1896). Familjen Thiel var bosatt i Villastan bland annat i ett hus på Villagatan 1.
Skilsmässan orsakade skandal i den stockholmska societeten, inte minst för att Thiel direkt gifte om sig med en 28-årig änka vid namn Signe Maria Hansen (född Peters, 1869–1915) som arbetade som guvernant i familjen Thiel. Inom de närstående släkterna Josephson, Bonnier och Sachs var indignationen stor, och i den judiska borgerligheten sågs Thiels handling som ett svek. Med sin andra hustru fick han barnen Inga-Maria och Tage Thiel. Även detta äktenskap upplöstes, och vintern 1910–1911 separerade makarna. Signe Thiel flyttade till en villa på Öland där hon avled den 19 september 1915 av en överdos opium. Thiel själv bodde kvar i Villa Eolskulle till 1924, därefter flyttade han till den betydligt enklare Villa Kusten, också på Djurgården. Sina sista år tillbringade han i en hyreslägenhet i Djursholm. Han ägde även skärgårdsstället Fjärdlång, som han förvärvade 1909. Hans villa på Fjärdlång är numera vandrarhem.
Även Thiels bror Arthur Thiel var en framstående affärsman. Han grundade, tillsammans med sin svåger Josef Sachs, Sachsska barnsjukhuset och deltog i ett flertal av broderns affärer.
Flera kända personer härstammar från Thiel, exempelvis Helga Henschen, Helena Henschen, Ulla Lidman-Frostenson, Madeleine Uggla och Susanna Ramel. Thiel sägs vara förebild till Henry Steel i Den allvarsamma leken av Hjalmar Söderberg. Thiels aska är gravsatt under klippan vid Auguste Rodins skulptur Skuggan i Thielska galleriets park.